# Porno para Ricardo
Porno para Ricardo (PPR) česky Porno pro Richarda je kubánská punkrocková hudební skupina založená v roce 1998. Je považována za hlavní ukázku existujícího nesouhlasu kubánské mládeže s komunistickým státem a kubánskou revolucí. Skupina je vyhraněně protestní, antikomunistická a ve svých textech ostře zesměšňuje jak režim na Kubě, tak i jeho hlavní představitele.

## Historie kapely
Kapela byla založena v roce 1998 v Havaně. V roce 2001 se skupina zúčastnila předního kubánského festivalu Festival de Rock Metal v Holguínu, v říjnu 2002, během oslav Dne národní kultury kapela přizvala na scénu rapovou skupinu Free Hole Negro v divadle Teatro Riviera, v prosinci téhož roku byla nominována na cenu kubánské televize Premio Lucas za nejlepší rockový video klip (Ernesto René "Los Músicos de Bremen). Skupina hrála běžně na koncertech i v kubánské televizi. V srpnu 2003 však byl Gorki Águila neoprávněně zatčen po policejní provokaci a odsouzen na 4 roky vězení za zločin, který nespáchal. Věznění značně vyhrotí jeho vztah ke kubánskému režimu. V březnu 2004 je stále vězněný Gorki nominován na britskou cenu Index on Censorship v kategorii hudba. Z vězení je propuštěn na podmínku v březnu 2005 po téměř 2 letech. V září byly zablokovány webové stránku skupiny a zesiluje státem organizovaná perzekuce skupiny.

### Pronásledování kapely
Skupina nadále patří k mediálně nejznámějším kubánským rockovým kapelám současnosti, přestože její koncerty nejsou oficiálně povoleny a jsou soustavně likvidovány politickou policií. Její hlavní představitel Gorki Águila byl v létě 2008 opět zatčen za "příliš hlasitou hudbu". Byl obviněn podle nového politického zákona za "nebezpečnost", přičemž v den soudu bylo obvinění změněno na "neposlušnost".
Popis samotného soudního procesu na svém blogu Generace Y proslavila známá kubánská blogerka a nositelka předních literárních cen Yoani Sánchez pod názvem "Krátká historie jednoho vítězství". Teprve po silném mezinárodním tlaku a monitorování soudu novináři a diplomaty demokratických zemí byl Gorki osvobozen a odsouzen pouze ze veřejné pohoršení pokutou ve výši 600 pesos (cca 500 Kč, téměř 2 měsíční platy). . Tento ústupek je v kubánském zpolitizovaném soudnictví zcela bezprecedentní. Pokutu Gorki po jistém váhání uhradil v pesových mincích, které odnesl v pytlíku na pokladnu soudu.
Členové skupiny jsou nadále pronásledováni a většina z nich nemůže vykonávat žádné povolání. Byli opět zadrženi v listopadu 2010. Gorki Águila byl následně vyslýchán ohledně svého rozhovoru pro Radio Martí a své koncerty v Miami, kam se mu krátce předtím podařilo vycestovat (část jeho rodiny žije v Mexiku). Texty skupiny se pohybují od velmi vtipných ironických či zesměšňujících textů po punkové nadávky na režim a jeho "vrchního velitele". Píseň "Coma andante" ("Koma na pochodu") zmiňuje španělský autor Vicente Botín jako ukázku reakce mladých lidí na situaci na Kubě:
Coma andante - Koma na pochodu (slovo comandante / velitel zároveň označuje Fidela Castra)
El coma andante, quiere que yo trabaje
pagándome un salario miserable
El coma andante quiere que yo lo aplauda
después de hablar su mierda delirante
No coma andante,
no coma uste´ esa pinga coma andante
No coma tanta pinga coma andante
No coma tanta pinga coma andante
Skupina je prezentována i ve filmu Benita Zambrana Habana Blues z roku 2005, který představuje celou řadu kubánských kapel včetně uskupení v zahraničí zcela neznámých.

## Členové kapely
Oficiální web kapely: http://www.pornopararicardo.org/ je hostován v cizině, na Kubě je cenzurován a obvykle nejde otevřít.
- Gorki Águila Carrasco - kytara a zpěv
- Ciro Javier Díaz Penedo - kytara a zpěv
- Renay Kairús Pérez- bicí a zpěv
- William Retureta - basa a zpěv

## Discografie
- EP Pol' tu culpa (2001) - Tvojí vinou
- Rock para las masas... (cárnicas) (2002) - Rock pro (masové) masy
- Porno para Ricardo (2003) - Porno pro Richarda
- Soy porno, soy popular (2006) - Jsem porno, jsem oblíbený (podle verše "Soy Cubano, Soy Popular)
- A mí no me gusta la política pero yo le gusto a ella compañero (2006) - Politika se mi nelíbí, ale já se líbím jí, soudruhu, viz například titulní píseň
- Rojo Desteñido - Vybledlá rudá (2008)

## Články a pořady o skupině
Česky
- Respekt: Ta sračka má jméno Castro Archivováno 15. 7. 2020 na Wayback Machine.
- Reflex: Noční můry Castrova režimu
- Hospodářské noviny: Zatracený havanský rocker Gorki

Anglicky
- Cuba Rebelión film o nezávislé kubánské hudbě - trailer v angličtině (8min)
- CNN Pořad o skupině Porno para Ricardo, anglicky
- Článek o kapele
- New York Times: Trial set for Cuban punk rocker
- BBC Přední kubánský rocker zatčen
- Miami Herald: Zlo v mé zemi nese jméno Raúl i Fidel
- El Nuevo Herald: Zlo v mé zemi nese jméno Raúl i Fidel, vč. videa z tiskové konference z Miami[nedostupný zdroj]